# Raphidia baltica
Raphidia baltica là một loài côn trùng trong họ Raphidiidae thuộc bộ Raphidioptera. Loài này được Carpenter miêu tả năm 1956.